# اسیدی شدن اقیانوس در صخره بزرگ دریایی
اسیدی شدن اقیانوس در صخره بزرگ دریایی این کاهش سلامت صخره‌های مرجانی، به ویژه صخره بزرگ مرجانی، می‌تواند منجر به کاهش تنوع زیستی شود. موجودات زنده می‌توانند به دلیل اسیدی شدن اقیانوس تحت فشار قرار گیرند و ناپدید شدن صخره‌های مرجانی سالم، مانند صخره بزرگ مرجانی، به منزله نابودی زیستگاه برای چندین گونه است. اسیدی شدن اقیانوس‌ها تولید مثل موجودات زنده را دشوارتر می‌کند و بر اکوسیستم دیواره بزرگ مرجانی تأثیر می‌گذارد.
گونه‌های ماهی می‌توانند به شدت تحت تأثیر اسیدی شدن اقیانوس قرار گیرند که اکوسیستم کلی را مختل می‌کند. یک راه حل ممکن وجود دارد که می‌تواند اثرات اسیدی شدن اقیانوس را معکوس کند، به نام تزریق قلیایی. تزریق قلیایی‌سازی، محلولی را به اقیانوس تزریق می‌کند و پی‌اچ آب را افزایش می‌دهد. صخره‌های مرجانی برای جامعه و اقتصاد بسیار مهم هستند.

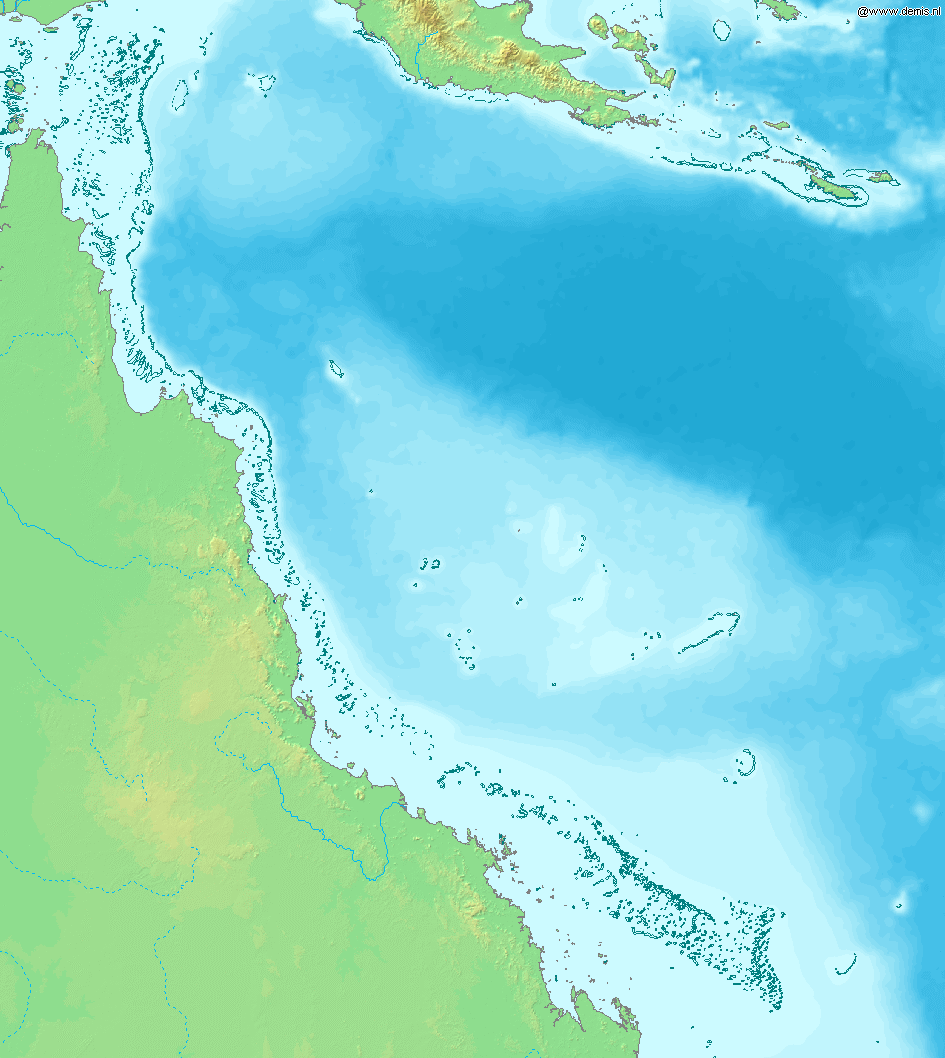
نقشه دیواره بزرگ مرجانی

## پیشینه
دی‌اکسید کربن جوی از زمان انقلاب صنعتی از ۲۸۰ به ۴۰۹ بخش در یکای سنجش افزایش یافته است. حدود ۳۰ درصد از دی‌اکسید کربن آزاد شده از فعالیت‌های انسانی در آن دوران جذب اقیانوس شده است. این افزایش دی‌اکسید کربن منجر به کاهش ۰٫۱ درصدی پی‌اچ شده است و تا سال ۲۱۰۰ می‌تواند ۰٫۵ درصد کاهش یابد. وقتی دی‌اکسید کربن با آب دریا برخورد می‌کند، کربنیک اسید تشکیل می‌دهد؛ این مولکول‌ها به هیدروژن، بی‌کربنات و کربنات تفکیک می‌شوند و پی‌اچ اقیانوس را کاهش می‌دهند. دمای سطح دریا، اسیدیته اقیانوس و کربن معدنی محلول نیز با دی‌اکسید کربن اتمسفر همبستگی مثبت دارند. اسیدی شدن اقیانوس می‌تواند باعث افزایش غلظت دی‌اکسید کربن و افزایش استرس در موجودات دریایی شود و در نتیجه منجر به کاهش تنوع زیستی گردد. خود صخره‌های مرجانی نیز می‌توانند تحت تأثیر منفی اسیدی شدن اقیانوس قرار گیرند، زیرا میزان کلسیفیکاسیون کاهش و اسیدیته افزایش می‌یابد.
آراگونیت تحت تأثیر فرایند اسیدی شدن اقیانوس قرار می‌گیرد زیرا نوعی کربنات کلسیم است. این ماده برای حیات و سلامت مرجان‌ها ضروری است زیرا در اسکلت مرجان‌ها یافت می‌شود و نسبت به کلسیت، حلالیت بیشتری دارد. افزایش سطح دی‌اکسید کربن می‌تواند به دلیل کمبود یون‌های کربنات موجود مورد نیاز برای فرایند کلسیفیکاسیون، نرخ رشد مرجان‌ها را از ۹ تا ۵۶ درصد کاهش دهد. سایر موجودات آهکی، مانند دوکفه‌ای‌ها و شکم‌پایان، نیز به دلیل اسیدی شدن اقیانوس‌ها اثرات منفی را تجربه می‌کنند. یون‌های هیدروژن اضافی در آب اسیدی، پوسته‌های آنها را حل می‌کنند و میزان پناهگاه و تولید مثل آنها را محدود می‌کنند.
به عنوان یک نقطه کانونی تنوع زیستی، بسیاری از گونه‌های موجود در دیواره بزرگ مرجانی توسط اسیدی شدن اقیانوس تهدید می‌شوند. گونه‌های نادر و بومی به دلیل اسیدی شدن اقیانوس در معرض خطر بیشتری هستند، زیرا آنها به‌طور گسترده‌تری به دیواره بزرگ مرجانی وابسته هستند. علاوه بر این، خطر فروپاشی صخره‌های مرجانی به دلیل اسیدی شدن، تهدیدی برای تنوع زیستی است. فشار اسیدی شدن اقیانوس همچنین می‌تواند بر سایر فرآیندهای بیولوژیکی، مانند کاهش فتوسنتز یا تولید مثل و آسیب‌پذیر شدن موجودات زنده در برابر بیماری، تأثیر منفی بگذارد.
دیواره بزرگ مرجانی در معرض کیفیت پایین آب و اثرات اسیدی شدن اقیانوس قرار دارد. سی و پنج رودخانه اصلی وجود دارد که مواد مغذی و رسوبات را تخلیه می‌کنند، که این میزان تخلیه حدود پنج تا هشت برابر قبل از سکونت اروپاییان است. این تخلیه‌ها منجر به افزایش مواد مغذی و کدورت آب دریا می‌شود که اثرات اسیدی شدن اقیانوس را بیشتر می‌کند.

## سلامت مرجان‌ها

### کلسیفیکاسیون و آراگونیت

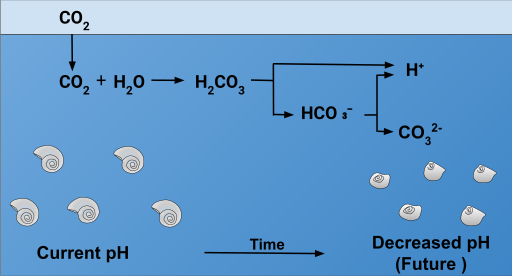
دی‌اکسید کربن (CO₂) با آب واکنش می‌دهد و اسید کربنیک (H₂CO₃) تشکیل می‌دهد که به بی‌کربنات (HCO₃⁻) و یون‌های هیدروژن (H⁺) تفکیک می‌شود و منجر به کاهش یون‌های کربنات (CO₃²⁻) و انحلال پوسته در طول زمان می‌شود.

مرجان یک ارگانیسم آهکی است که با افزایش اسیدی شدن اقیانوس، آن را در معرض خطر بالای پوسیدگی و کاهش سرعت رشد قرار می‌دهد. آراگونیت به مرجان‌ها در ساخت اسکلتشان کمک می‌کند، زیرا شکل دیگری از کربنات کلسیم (CaCO3) است که محلول‌تر است. وقتی پی‌اچ آب کاهش می‌یابد، آراگونیت نیز کاهش می‌یابد و منجر به از دست رفتن جذب کربنات کلسیم در مرجان‌ها می‌شود. سطح آراگونیت از زمان صنعتی شدن ۱۶ درصد کاهش یافته است و به دلیل جریان آب، که به مرجان‌های شمالی اجازه می‌دهد آراگونیت بیشتری نسبت به مرجان‌های جنوبی جذب کنند، می‌تواند در برخی از بخش‌های دیواره بزرگ مرجانی کمتر باشد. پیش‌بینی می‌شود که آراگونیت تا سال ۲۱۰۰ به میزان ۰٫۱ درصد کاهش یابد که می‌تواند رشد مرجان‌ها را تا حد زیادی مختل کند. از سال ۱۹۹۰، نرخ کلسیفیکاسیون پوریتس، یک مرجان بزرگ و رایج در صخره‌های مرجانی بزرگ، سالانه ۱۴٫۲ درصد کاهش یافته است. سطح آراگونیت در سراسر خود دیواره بزرگ مرجانی یکسان نیست؛ به دلیل جریان‌ها و گردش آب، برخی از بخش‌های دیواره بزرگ مرجانی می‌توانند نیمی از آراگونیت را نسبت به سایر بخش‌ها داشته باشند. سطوح آراگونیت همچنین تحت تأثیر کلسیفیکاسیون و تولید قرار می‌گیرند که می‌تواند از صخره‌ای به صخره دیگر متفاوت باشد. اگر دی‌اکسید کربن اتمسفری به ۵۶۰ بخش در یکای سنجش برسد، بیشتر آب‌های سطحی اقیانوس‌ها نسبت به آراگونیت به‌طور نامطلوبی زیر اشباع خواهند بود و پی‌اچ حدود ۰٫۲۴ واحد کاهش می‌یابد، یعنی از تقریباً ۸٫۲ امروز به کمی بیش از ۷٫۹. در این برهه (زمانی در ربع سوم این قرن، با نرخ فعلی افزایش دی‌اکسید کربن)، تنها تعداد کمی از بخش‌های اقیانوس آرام سطوح اشباع آراگونیت کافی برای رشد مرجان‌ها را خواهند داشت. علاوه بر این، اگر دی‌اکسید کربن اتمسفری به ۸۰۰ بخش در یکای سنجش برسد، کاهش پی‌اچ آب سطحی اقیانوس ۰٫۴ واحد خواهد بود و غلظت کل یون کربنات محلول حداقل ۶۰٪ کاهش یافته است. برآوردهای اخیر بیان می‌کنند که با ادامهٔ سطح انتشار گازهای گلخانه‌ای به روال معمول، دی‌اکسید کربن اتمسفری می‌تواند تا سال ۲۱۰۰ به ۸۰۰ بخش در یکای سنجش برسد. در این مرحله، تقریباً قطعی است که تمام صخره‌های مرجانی جهان در حالت فرسایشی قرار خواهند گرفت. با این حال، افزایش پی‌اچ و تکرار شرایط شیمیایی اقیانوس قبل از صنعتی شدن در صخره بزرگ مرجانی، منجر به افزایش ۷ درصدی نرخ رشد مرجان‌ها شد.

### دما
اسیدی شدن اقیانوس‌ها همچنین می‌تواند منجر به افزایش دمای سطح دریا شود. افزایش حدود ۱ یا ۲ دمای پایین می‌تواند باعث از بین رفتن رابطه بین مرجان‌ها و زوکسانتلاها شود و احتمالاً به سفید شدن آنها منجر شود. پیش‌بینی می‌شود میانگین دمای سطح دریا در دیواره بزرگ مرجانی بین ۱ تا ۳ درجه افزایش یابد. درجه سانتیگراد تا سال ۲۱۰۰. سفید شدن زمانی اتفاق می‌افتد که جلبک‌های زئوکسانتلا و مرجانی به دلیل تنش‌های موجود در آب، اسکلت مرجانی را پشت سر می‌گذارند. این باعث می‌شود مرجان رنگ خود را از دست بدهد زیرا ارگانیسم‌های قبلی که روی اسکلت مرجان قرار داشتند، از بین می‌روند و اسکلت سفیدی باقی می‌ماند. مرجان سفید شده دیگر نمی‌تواند فتوسنتز را کامل کند و بنابراین به آرامی می‌میرد. اسیدیته آب به آرامی اسکلت‌های مرجانی باقی مانده را حل می‌کند و اساساً به یکپارچگی ساختاری صخره‌های مرجانی آسیب می‌رساند. موجودات زنده زیادی وجود دارند که به جلبک‌ها و زوکسانتلاها به عنوان منبع اصلی غذای خود متکی هستند؛ بنابراین، موجودات زنده در صخره‌های مرجانی سفید شده مجبور به ترک آنها در جستجوی منابع غذایی جدید می‌شوند. از آنجایی که زوکسانتلاها و جلبک‌ها بسیار آهسته رشد می‌کنند، بازگرداندن صخره‌های مرجانی به شکل اولیه خود زمان بسیار زیادی خواهد برد. این از هم گسیختگی رابطه بین مرجان و زوکسانتلاها زمانی رخ می‌دهد که فوتوسیستم II آسیب دیده باشد، چه به دلیل واکنش با پروتئین دی ۱ و چه به دلیل عدم تثبیت دی‌اکسید کربن؛ این موارد منجر به عدم فتوسنتز شده و می‌تواند منجر به سفید شدن شود.

### تولید مثل
اسیدی شدن اقیانوس تقریباً در تمام جنبه‌های این فرایند، تولید مثل مرجان‌ها را تهدید می‌کند. گامتوژنز ممکن است به‌طور غیرمستقیم تحت تأثیر سفید شدن مرجان‌ها قرار گیرد. علاوه بر این، استرسی که اسیدی شدن بر مرجان‌ها وارد می‌کند، می‌تواند به‌طور بالقوه به زنده ماندن اسپرم‌های آزاد شده آسیب برساند. لاروها نیز می‌توانند تحت تأثیر این فرایند قرار گیرند؛ متابولیسم و نشانه‌های استقرار می‌توانند تغییر کنند و اندازه جمعیت یا قابلیت تولید مثل را تغییر دهند. گونه‌های دیگر لاروهای آهکی، تحت سناریوهای اسیدی شدن اقیانوس، کاهش نرخ رشد را نشان داده‌اند. بیوفیلم، یک شاخص زیستی برای شرایط اقیانوسی، در اسیدی شدن، دچار کاهش سرعت رشد و تغییر ترکیب شد که احتمالاً بر استقرار لاروها روی خود بیوفیلم تأثیر می‌گذارد.

### گزارش‌های بهداشتی از دیواره بزرگ مرجانی
در طول سال‌ها، چندین رویداد سفیدشدگی دسته‌جمعی رخ داده است که بر دیواره بزرگ مرجانی تأثیر گذاشته است. به‌طور خاص، در سال‌های ۲۰۱۶ و ۲۰۱۷، این صخره مرجانی دو سال متوالی دوره سفیدشدگی را پشت سر گذاشت. این دوره طولانی، تخمین زده می‌شود که نیمی از حیات مرجانی در دیواره بزرگ مرجانی از بین رفته است. بخش‌هایی از صخره که زنده ماندند، آسیب دیدند و منجر به یک دوره کلی تولید مثل کم مرجان‌ها شد. بعداً در سال ۲۰۲۰ رویداد سفیدکاری دیگری برگزار شد و این سومین رویداد سفیدکاری در پنج سال گذشته بود. با این حال، مطالعات نشان داد که نتایج سفیدشدگی سال ۲۰۲۰ خیلی شدید نبود، زیرا تنها بخش کمی از صخره‌های مرجانی را تحت تأثیر قرار داد و بیشتر آنها در سطوح پایین تا متوسط سفیدشدگی قرار داشتند.
در اوایل سال ۲۰۲۲، یک مطالعه نشان داد که ۹۱ درصد از مرجان‌های موجود در دیواره بزرگ مرجانی، تا حدودی دچار سفیدشدگی مرجانی شده‌اند. صخره‌هایی که سطح سفیدشدگی بالاتری داشتند، اغلب با دمای کلی بالاتر هوا همراه بودند. این سطوح دما در تمام طول فصل تابستان در استرالیا ادامه داشت که به دوره‌های طولانی سفیدشدگی مرجان‌ها نسبت داده می‌شود. دوره‌های طولانی مدت نگرانی را افزایش می‌دهند، زیرا مرجان‌ها قادر به تولید مثل نخواهند بود و از بین می‌روند و منجر به از بین رفتن بیشتر صخره‌ها می‌شوند. با این حال، گزارش‌های اخیر از ژوئن ۲۰۲۲، حاکی از آن است که دیواره بزرگ مرجانی در حال حاضر در حال بهبودی است. صخره‌های مرجانی که تحت تأثیر پدیده سفیدشدگی قرار گرفته‌اند، در مناطق مختلف ساحل استرالیا تا ۱۶ درصد کاهش یافته‌اند. با ادامه کاهش دمای اقیانوس‌ها، می‌توانیم انتظار داشته باشیم که سطح سفیدشدگی کاهش و سطح مرجان‌ها افزایش یابد. اگرچه سفیدشدگی مرجان‌ها کاهش یافته است، اما شکارچیان صخره‌های مرجانی، ستاره دریایی تاج خاردار، هنوز بر رشد و توسعه مرجان‌ها تأثیر می‌گذارند.

## تنوع زیستی
تنوع زیستی به انواع اشکال حیات، شامل تنوع گونه‌ای، تنوع ژنتیکی و تنوع اکوسیستم اشاره دارد. دیواره بزرگ مرجانی یک کانون تنوع زیستی است که بیش از ۹۰۰۰ گونه شناخته شده را در خود جای داده است. با این حال، از دهه ۱۹۵۰ نیمی از مرجان‌های زنده در دیواره بزرگ مرجانی از بین رفته‌اند و تنوع زیستی مرتبط با صخره‌های مرجانی شصت و سه درصد کاهش یافته است. تخمین زده می‌شود که تنها بیست و پنج درصد از این گونه‌ها رسماً کشف شده‌اند و بخش قابل توجهی از آنها هنوز از نظر علمی طبقه‌بندی نشده‌اند . بدون شک ما در پی تغییرات اقلیمی، در حال از دست دادن گونه‌هایی هستیم که هنوز شناسایی نکرده‌ایم.
کاهش سطح آراگونیت، در نتیجه اسیدی شدن اقیانوس، همچنان یکی از بزرگ‌ترین تهدیدات دیواره بزرگ مرجانی است. صخره‌های مرجانی سالم از هزاران مرجان، ماهی و پستاندار دریایی مختلف پشتیبانی می‌کنند، اما صخره‌های سفید شده توانایی خود را برای پشتیبانی و حفظ حیات از دست می‌دهند. سازندهای ساختاری مرجانی زیستگاه‌های پیچیده‌ای را ایجاد می‌کنند که برای تأمین سرپناه، محل تولید مثل و منابع غذایی برای موجودات دریایی متعدد، از جمله ماهی‌ها، بی‌مهرگان و میکروارگانیسم‌ها، حیاتی هستند. در عوض، مرجان‌ها برای تمیز کردن و تنظیم سطح جلبک‌ها، تأمین مواد مغذی برای رشد مرجان‌ها و کنترل آفات به ماهی‌های صخره‌ای و سایر موجودات زنده وابسته هستند. صخره‌های مرجانی و گونه‌هایی که میزبان آنها هستند، روابط همزیستی پویایی دارند.
اسیدی شدن اقیانوس همچنین می‌تواند به‌طور غیرمستقیم بر هر موجود زنده‌ای تأثیر بگذارد و باعث کاهش نرخ رشد، کاهش ظرفیت تولید مثل، افزایش حساسیت به بیماری و افزایش میزان مرگ و میر شود. رویدادهای سفیدشدگی باعث همگن شدن ترکیب مرجان‌ها و از بین رفتن پیچیدگی ساختاری آن‌ها می‌شود که می‌تواند برای ماهی‌های صخره‌ای و سایر موجوداتی که برای تولید مثل و سرپناه به مرجان‌های شاخه‌دار وابسته هستند، مضر باشد. این کاهش در تنوع اکوسیستم، تأثیر مستقیمی بر تنوع گونه‌ای دارد.

### گونه‌های آسیب‌پذیر
با فروپاشی صخره‌های مرجانی، ساکنان آنها مجبور به سازگاری یا یافتن زیستگاه‌های جدیدی برای تکیه بر آنها خواهند شد. اسیدی شدن اقیانوس‌ها، تعادل شیمیایی اساسی اقیانوس‌های ما را تهدید می‌کند و شرایطی را ایجاد می‌کند که مواد معدنی ضروری مانند کربنات کلسیم را از بین می‌برد. کمبود آراگونیت و کاهش سطح پی‌اچ در آب اقیانوس، ساخت پوسته و اسکلت خارجی را برای ارگانیسم‌های آهکی مانند صدف، حلزون، لابسترها، میگو و صخره‌های مرجانی دشوارتر می‌کند. مشخص شده است که موجودات زنده در مراحل اولیه، لاروی یا پلانکتونی، نسبت به اثرات اسیدی شدن اقیانوس حساس‌تر هستند. اسیدی شدن اقیانوس می‌تواند به سلامت لارو و استقرار موجودات زنده آهکی و غیر آهکی آسیب برساند.
مطالعه‌ای که در مجله Global Change Biology منتشر شده است، مدلی را برای پیش‌بینی آسیب‌پذیری کوسه‌ها و سفره‌ماهی‌های گزنده در برابر تغییرات اقلیمی در دیواره بزرگ مرجانی توسعه داده است. مشخص شد که ۳۰ گونه از ۱۳۳ گونه به عنوان گونه‌های آسیب‌پذیر متوسط یا زیاد در برابر تغییرات اقلیمی شناسایی شده‌اند که آسیب‌پذیرترین گونه‌ها عبارتند از: شلاق‌زن آب شیرین، سفره‌ماهی خاردار، کوسه دندان‌نیزه‌ای و اره‌ماهی. افزایش دما همچنین بر رفتار و تناسب اندام گونه‌های مختلف مرجان‌ها مانند ماهی قزل‌آلای مرجانی معمولی، که ماهی بسیار مهمی در حفظ سلامت صخره‌های مرجانی است، تأثیر می‌گذارد. اسیدی شدن اقیانوس نه تنها می‌تواند بر زیستگاه و توسعه تأثیر بگذارد، بلکه می‌تواند بر نحوهٔ نگاه موجودات زنده به شکارچیان و همنوعانشان نیز تأثیر بگذارد. مطالعات در مورد اثرات اسیدی شدن اقیانوس‌ها در مقیاس‌های زمانی به اندازه کافی طولانی انجام نشده است تا مشخص شود که آیا موجودات زنده می‌توانند با این شرایط سازگار شوند یا خیر. با این حال، پیش‌بینی می‌شود که اسیدی شدن اقیانوس‌ها با سرعتی رخ دهد که تکامل نمی‌تواند با آن مطابقت داشته باشد.
برخی از ماهی‌ها می‌توانند اختلالات ناشی از شرایط بالای دی‌اکسید کربن را جبران کنند، اما حساسیت غیرمنتظره‌ای به سطوح رو به رشد فعلی و آینده دی‌اکسید کربن نشان می‌دهند. این حساسیت بر بسیاری از فرآیندهای فیزیولوژیکی و رفتاری، از جمله رشد اتولیت‌ها که ساختارهای کربنات کلسیم در گوش ماهی هستند و به تعادل کمک می‌کنند، تأثیر می‌گذارد. همچنین، بر عملکرد مغز، میزان انرژی مورد استفاده ماهی و میزان مواد مغذی قابل جذب ماهی تأثیر می‌گذارد. عواقب اختلال در انتقال‌دهنده‌های عصبی مانند گاما آمینوبوتیریک اسید هنوز در دست بررسی است، اما می‌تواند در آینده نزدیک بر ماهی‌ها تأثیر بگذارد. حساسیت ماهی‌ها به اسیدی شدن اقیانوس بین گونه‌ها متفاوت است و ادراک حسی در بین همه گونه‌ها بیشترین تأثیر را می‌پذیرد.

### ستاره دریایی تاج خار
یک شکارچی طبیعی صخره‌های مرجانی در دیواره بزرگ مرجانی، ستاره دریایی تاج خاردار است. شیوع جمعیت ستاره دریایی تاج خاردار یکی از دلایل اصلی کاهش مرجان‌ها در سراسر دیواره بزرگ مرجانی است، زیرا یک ستاره دریایی تاج خاردار بالغ قادر است سالانه تا ۱۰ متر مربع از مرجان‌های سازنده صخره را مصرف کند. با این حال، هر گونه مرجان به‌طور یکسان تحت تأثیر قرار نمی‌گیرد، زیرا مشاهده شده است که ستاره دریایی گونه‌های شاخه‌ای مرجان، آکروپورا، و پس از آن یک گونه زیرشاخه‌ای را ترجیح می‌دهد. این منجر به ریشه‌کنی متوالی و منظم گونه‌های صخره‌های مرجانی می‌شود.
شیوع ستاره دریایی تاج خاردار در صخره بزرگ مرجانی در سال‌های اخیر بیشتر شده است که دانشمندان پیش‌بینی می‌کنند می‌تواند با فعالیت‌های انسانی مرتبط باشد. هرگونه افزایش مواد مغذی، احتمالاً از رواناب رودخانه، می‌تواند بر جمعیت ستاره‌های دریایی تأثیر مثبت بگذارد و منجر به شیوع مضر آنها شود. با افزایش فشارهای ناشی از تغییرات اقلیمی، زمان بین اختلالات صخره‌های مرجانی کوتاه‌تر می‌شود و زمان کمتری برای بازیابی صخره‌های مرجانی باقی می‌ماند.

## راه حل ممکن
یک شبیه‌سازی از سال ۲۰۱۵ یک راه‌حل بالقوه را نشان داده است که شامل قلیایی‌سازی مصنوعی اقیانوس می‌شود. این روش حاوی محلولی است که قلیائیت آب را حدود ۴ مول افزایش می‌دهد. کشتی‌ها قلیایی‌سازی مصنوعی اقیانوس را در سراسر سواحل اقیانوس تزریق می‌کنند و این کار پی‌اچ اقیانوس را کاهش می‌دهد و باعث می‌شود اسیدی شدن اقیانوس به‌طور موقت از بین برود. از طریق شبیه‌سازی، نتایج افزایش قابل توجهی در وضعیت اشباع آراگونیت در سراسر دیواره بزرگ مرجانی را نشان داد. استفاده از قلیایی‌سازی، اسیدی شدن حدود ۴ سال اقیانوس را جبران می‌کند. همچنین، نتایج نشان داد که در حدود ۲۵ درصد از صخره‌ها، افزایشی در وضعیت اشباع آراگونیت وجود دارد، به این معنی که قلیایی شدن در کاهش مفید است.

## اهمیت صخره‌های مرجانی
صخره‌های مرجانی به عنوان یکی از کانون‌های اصلی تنوع زیستی، برای اکوسیستم و معیشت حیات دریایی و انسانی بسیار مهم هستند. کشورهای سراسر جهان به صخره‌های مرجانی به عنوان منبع غذا و درآمد وابسته هستند، به ویژه برای تمدن‌هایی که در جزایر کوچک ساکن هستند. با کاهش بیش از ۶۰ درصدی ماهیگیری در اطراف صخره‌های مرجانی، بسیاری از کشورها مجبور به سازگاری خواهند شد. صخره‌های مرجانی همچنین برای اقتصاد یک کشور مهم هستند، زیرا صخره‌ها انواع مختلفی از فعالیت‌های گردشگری را فراهم می‌کنند که می‌توانند درآمد زیادی برای اقتصاد ایجاد کنند. این موارد همچنین می‌توانند به سطوح سلامت فردی کمک کنند، زیرا صاحبان این مشاغل از افزایش بازدید و استفاده سود می‌برند. صخره‌های مرجانی همچنین نوعی زیرساخت ساحلی را فراهم می‌کنند که به عنوان مانعی عمل می‌کند و جوامع ساحلی را از فجایع بزرگ اقیانوسی مانند سونامی و طوفان‌های ساحلی محافظت می‌کند.